# Metchin River
Metchin River är ett vattendrag i Kanada.   Det ligger i provinsen Newfoundland och Labrador, i den östra delen av landet, 1 200 km nordost om huvudstaden Ottawa.
I omgivningarna runt Metchin River växer i huvudsak barrskog. Trakten runt Metchin River är nära nog obefolkad, med mindre än två invånare per kvadratkilometer.